# Symon Budny
Simon Budni (belorusko Сымон Будны, poljsko Szymon Budny, rusko Симеон Будный), poljsko-beloruski humanist, vzgojitelj, filozof, teolog in zgodovinar, * ok. 1533, Budne, † 13. januar 1593, Višnjeva.
Bil je eden prvih pobudnikov beloruske knjižne kulture. Bil je eden voditeljev reformatorske skupine poljske bratovščine, ki se je upirala ideji svete trojice.   

## Življenje in dejavnost
Simon Budni, sicer večji del svojega življenja imenovan predvsem kot pokorni prebivalec kneževine Litve, odrašča v kraju Budna, a je znano zelo malo o njegovem zgodnjem odraščanju. Zdi se, da je živel med beloruskem sorodstvu, saj so zgodaj predvsem prizadeval razširjati belorusko kulturo.  
Je pomembna osebnost radikalnega verskega odklona od prepoznanja božanske narave Jezusa Kristusa. V razponu vseh dilem v času reformacije je zagovarjal tudi stališča, ki so povzročila, da je bil izločen tudi iz poljske cerkve tedanjih reformistov.  

## Beloruski jezik in kulturno udejstvovanje
Budny je bil eden prvih zagovornikov razvoja beloruske kulture v njenem maternem jeziku in je opazno vplival na razvoj beloruske nacionalne zavesti. V svoji "Katehezi" (natisnjeno leta 1562) Budni želi razlagati krščanstvo z uporabo domačega beloruskega govora. Kasneje se je spremislil in pričel objavljati izključno v poljskem jeziku, javno pa zagovarjal predvsem spoštovanje bogate raznolikosti slovanskih jezikov.   
Prevedel je Biblijo v poljščino, prevod je znan na Poljskem kot Biblia Nieświeska ( Njesviška Biblija), saj je bila prevedena 1568-1572 v Njesvižu (poljsko: Nieśwież). S popravki je izdal leta 1574 drugo izdajo Nove zaveze . Njegov nekdanji sodelavec Marcin Češkovič je leta 1577 v Lublinu izdelal lastno poljsko Novo zavezo. 

## Poglej tudi
- Johann Gutenberg
- Ivan Fedorov
- Spiridon Sobol
- Širjenje tiskarne